# Trapgraf

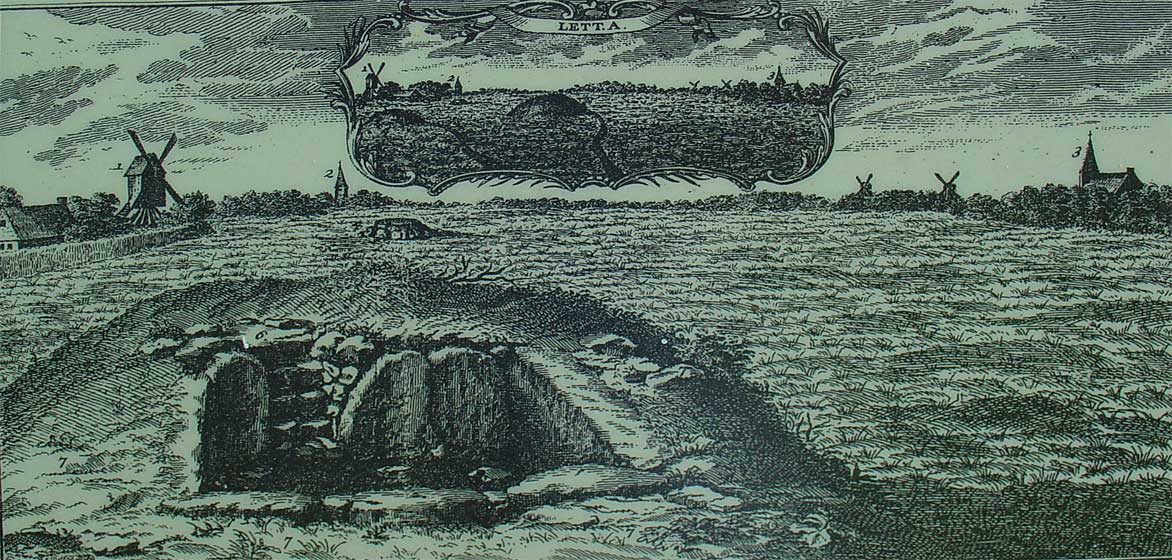
Hunebed D13, 1760

Een trapgraf is een type hunebed, dat alleen van bovenaf kan worden betreden via een trap aan de zijkant.
Het is een type waarvan er slechts een klein aantal bekend is, voornamelijk gelegen in Duitsland. Een van de hunebedden van Sieben Steinhäuser is een trapgraf, deze hunebedden zijn gelegen op NAVO-oefenterrein Bergen-Hohne. Het enige Nederlands exemplaar is hunebed D13 in Eext.